# Rogério Luiz da Silva
Rogério Luiz da Silva (Brasil, 12 de junio de 1980) es un futbolista brasileño. Juega de delantero y su actual equipo es el FC Aarau de la Super Liga Suiza.

## Trayectoria
Rogério Luiz da Silva comenzó jugando en el FC Wil en 2003. En 2004 entró a jugar en el Grasshopper-Club Zürich para finalmente jugar desde 2006 en el FC Aarau como delantero.

## Clubes
| Club        | País  | Año       |
| ----------- | ----- | --------- |
| FC Wil      | Suiza | 2003-2004 |
| Grasshopper | Suiza | 2004-2006 |
| FC Aarau    | Suiza | 2006-     |

- Datos: Q322694